# (13962) Delambre
(13962) Delambre (1991 PO4) – planetoida z grupy pasa głównego asteroid okrążająca Słońce w ciągu 5,69 lat w średniej odległości 3,18 j.a. Odkryta 3 sierpnia 1991 roku.